# Brewster SB2A Buccaneer
Brewster SB2A Buccaneer byl americký jednomotorový celokovový střemhlavý bombardér vyvinutý souběžně s letounem Curtiss SB2C Helldiver. Stejně jako tento stroj měl sloužit i Buccaneer jako letoun amerického vojenského námořnictva. Měl však smůlu v tom, že se dostavily problémy s jeho výrobou, což vedlo k značnému zpoždění dodávek.

## Vývoj
Prototyp XSB2A-1 poháněný motorem Wright R-2600-8 byl zalétán 17. června 1941. V každé polovině křídla byly dva pevné kulomety ráže 7,62 mm, další dva synchronizované stejné ráže byly v přídi trupu nad motorem.
První sériové letouny SB2A-2 odebralo Americké námořní letectvo během roku 1943 v počtu 80 kusů. Neměly zamýšlenou střeleckou věž pro obranu zadní polosféry, jejíž vývoj se nezdařil, ale jen mechanicky ovládaný dvojkulomet. V přídi trupu byly dva kulomety ráže 12,7 mm, v křídle jen dva kulomety ráže 7,62 mm. Křídlo nebylo sklopné a letouny postrádaly přistávací hák. Byly určeny pro pozemní základny a v bojových akcích se nepoužívaly.
Následně pak společnost Brewster dodala v roce 1944 60 kusů varianty SB2A-3. Ta již byla vybavena sklopnými křídly a přistávacím záchytným hákem a opět byla využívána pouze k výcviku.
Letouny původně vyráběné pro holandské východoindické kolonie zařadilo do své výzbroje letectvo námořní pěchoty jako SB2A-4 v počtu 162 kusů. Měly původní plnou výzbroj osmi kulometů ráže 7,62 mm. Po těchto dodávkách se ukázalo, že letoun je neperspektivní, takže došlo postupně k zastavení výroby.
Stroje byly dodávány do Velké Británie jako cvičné pod označením Brewster Bermuda Mk.I s motory GR-2600 Double Row Cyclone o výkonu 1 213 kW a britskými kulomety ráže 7,7 mm. Jako cvičné a pro vlečení cílů byly letouny používány i v americké armádě.

## Specifikace

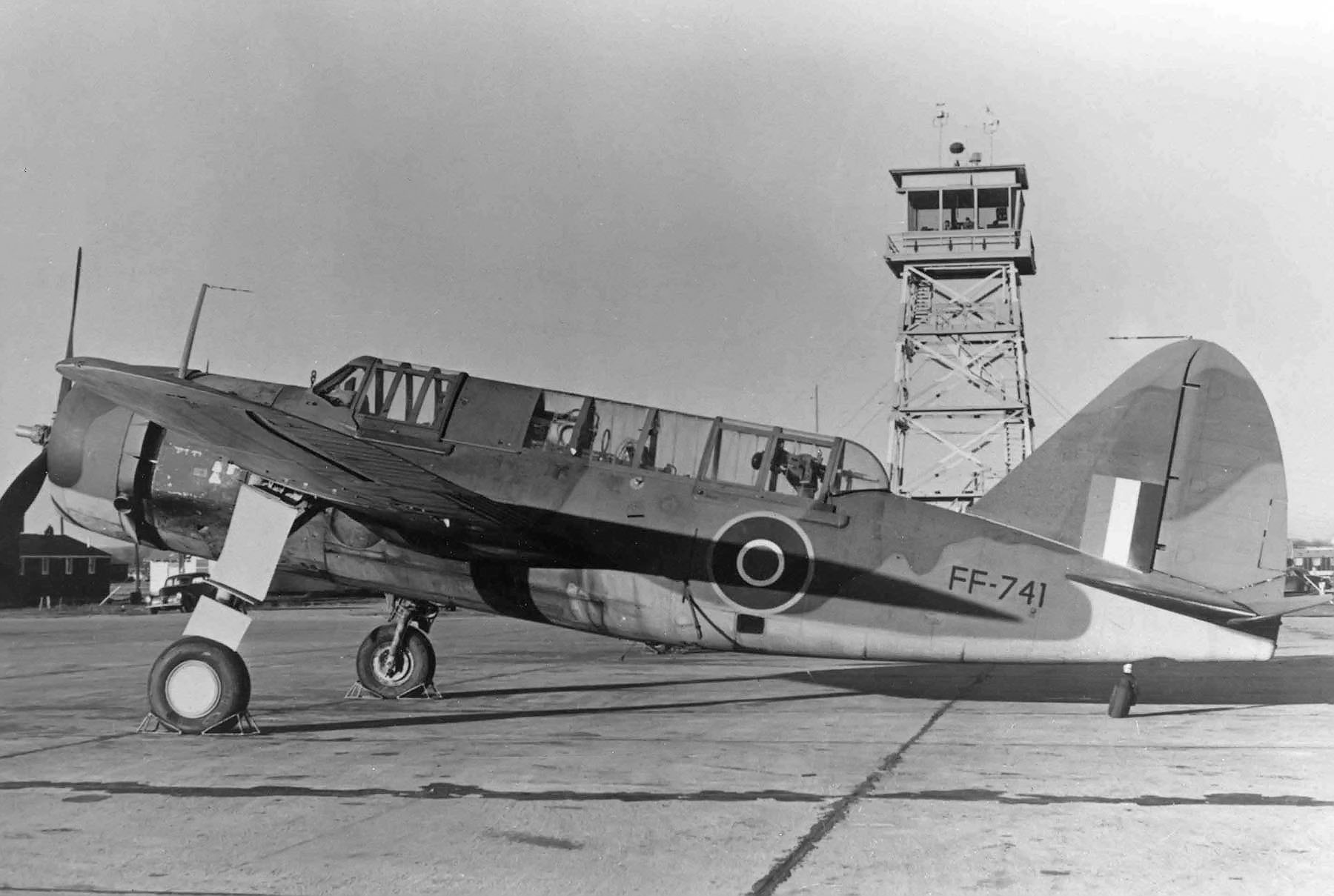
Royal Air Force Brewster Bermuda Mk.I (sn FF741)

### Technické údaje
- Osádka: 2 (pilot a střelec)
- Rozpětí: 14,33 m
- Délka: 11,94 m
- Výška: 4,70 m
- Nosná plocha: 35,21 m²
- Hmotnost prázdného letounu: 4501 kg
- Vzletová hmotnost: 6481 kg
- Pohonná jednotka: 1 × vzduchem chlazený, přeplňovaný, dvouhvězdicový 14válec Wright R-2600-8 Cyclone
- Výkon motoru: 1700 k (1268 kW)

### Výkony
- Maximální rychlost: 441 km/h
- Dostup: 7590 m
- Dolet: 2690 km

### Výzbroj
- 2 × kulomet Browning ráže 12,7 mm
- 4 × kulomet Browning ráže 7,62 mm
- 450 kg pum